# Thea Kylberg
Thea Kylberg (* 20. Juni 2004 in Jönköping, Schweden) ist eine schwedische Handballspielerin, die für den schwedischen Erstligisten IK Sävehof aufläuft.

## Karriere

### Im Verein
Thea Kylberg begann das Handballspielen beim schwedischen Verein IF Hallby HK und wechselte vor der Saison 2020/21 zum IK Sävehof. Die Rückraumspielerin gab im Jahr 2021 ihr Debüt in der Erstligamannschaft von Sävehof, in deren Kader sie sich erst in der Saison 2022/23 etablierte. Mit Sävehof gewann sie 2023 und 2024 sowohl die schwedische Meisterschaft als auch den schwedischen Pokal. Ab der Saison 2025/26 wird sie beim dänischen Erstligisten Ikast Håndbold unter Vertrag stehen.

### In Auswahlmannschaften
Kylberg gehörte dem Kader der schwedischen Jugendnationalmannschaft an, mit der sie an der U-17-Europameisterschaft 2021 und an der U-18-Weltmeisterschaft 2022 teilnahm. Im folgenden Jahr steuerte sie 20 Treffer zum fünften Platz der schwedischen Juniorinnennationalmannschaft bei der U-19-Europameisterschaft bei. Die U-20-Weltmeisterschaft 2024 schloss sie mit Schweden ebenfalls auf dem fünften Platz ab.
Kylberg gehörte im März 2025 erstmals dem Kader der schwedischen Nationalmannschaft für Freundschaftsspiele gegen Rumänien an, jedoch musste sie die Teilnahme aufgrund einer Verletzung absagen.

## Sonstiges
Ihr Vater Per Gustafsson gewann vier Mal die schwedische Meisterschaft mit dem Eishockeyverein HV71.